# Andre Hollins
Andre Deon Hollins (Memphis, 11 dicembre 1992) è un ex cestista statunitense.

## Palmarès
- Campione NIT (2014)